# Liste des clochers-murs des Hautes-Alpes
Cet article recense les édifices religieux des Hautes-Alpes, en France, munis d'un clocher-mur.

## Liste
| Édifice                                                 | Commune                    | Notes             | Coordonnées                      | Photo |
| ------------------------------------------------------- | -------------------------- | ----------------- | -------------------------------- | ----- |
| Chapelle Notre-Dame des Faix                            | Ancelle                    |                   | 44° 38′ 03″ nord, 6° 12′ 08″ est |       |
| Église Saint-Claude du Veyer                            | Arvieux                    |                   | 44° 42′ 57″ nord, 6° 45′ 02″ est |       |
| Église Saint-Pierre-aux-Liens-et-Notre-Dame d'Aspremont | Aspremont                  |                   | 44° 29′ 29″ nord, 5° 43′ 42″ est |       |
| Église Saint-Géraud d'Aspres-sur-Buëch                  | Aspres-sur-Buëch           |                   | 44° 31′ 22″ nord, 5° 45′ 00″ est |       |
| Église Saint-Jacques-et-Saint-Philippe d'Agnielles      | Aspres-sur-Buëch           |                   | 44° 35′ 08″ nord, 5° 47′ 07″ est |       |
| Chapelle Saint-Roch de Brudour                          | Aspres-lès-Corps           |                   | 44° 48′ 01″ nord, 6° 00′ 21″ est |       |
| Chapelle Saint-Louis du Villardon                       | Aubessagne                 |                   | 44° 43′ 35″ nord, 6° 02′ 23″ est |       |
| Église Notre-Dame-de-Val-Sainte de Barcillonnette       | Barcillonnette             |                   | 44° 26′ 07″ nord, 5° 55′ 07″ est |       |
| Église de l'Assomption de La Bâtie-Montgascon           | La Bâtie-Montgascon        |                   |                                  |       |
| Chapelle Saint-Pancrace de La Bâtie-Neuve               | La Bâtie-Neuve             |                   | 44° 34′ 12″ nord, 6° 13′ 05″ est |       |
| Église Notre-Dame-de-la-Consolation de La Bâtie-Neuve   | La Bâtie-Neuve             |                   | 44° 33′ 54″ nord, 6° 11′ 41″ est |       |
| Église Saint-Martin de La Bâtie-Vieille                 | La Bâtie-Vieille           |                   | 44° 33′ 13″ nord, 6° 09′ 50″ est |       |
| Église Saint-Pierre-et-Saint-Paul de La Beaume          | La Beaume                  |                   | 44° 33′ 15″ nord, 5° 38′ 13″ est |       |
| Église Saint-Laurent du Bersac                          | Le Bersac                  |                   | 44° 24′ 51″ nord, 5° 45′ 21″ est |       |
| Église Saint-Marcellin de Bréziers                      | Bréziers                   |                   | 44° 25′ 37″ nord, 6° 12′ 00″ est |       |
| Chapelle Saint-Joseph de Font Christiane                | Briançon                   |                   | 44° 53′ 29″ nord, 6° 38′ 55″ est |       |
| Chapelle Saint-Bernard de Pied du Mélezet               | Ceillac                    |                   | 44° 39′ 02″ nord, 6° 47′ 36″ est |       |
| Église Saint-Sébastien de Ceillac                       | Ceillac                    | Classé MH (1979)  | 44° 40′ 07″ nord, 6° 46′ 40″ est |       |
| Église Saint-Barthélemy de Chabestan                    | Chabestan                  |                   | 44° 28′ 40″ nord, 5° 46′ 59″ est |       |
| Chapelle Sainte-Anne des Courtilles                     | Chanousse                  |                   | 44° 22′ 40″ nord, 5° 39′ 06″ est |       |
| Chapelle Saint-Jacques de Rabioux                       | Châteauroux-les-Alpes      |                   | 44° 37′ 17″ nord, 6° 32′ 39″ est |       |
| Église Sainte-Foy de Châteauvieux                       | Châteauvieux               |                   | 44° 29′ 02″ nord, 6° 03′ 00″ est |       |
| Chapelle Saint-Jacques de Baie de Chanteloube           | Chorges                    |                   | 44° 30′ 57″ nord, 6° 18′ 14″ est |       |
| Chapelle Saint-Pierre du Bourget                        | Chorges                    |                   | 44° 52′ 30″ nord, 6° 46′ 21″ est |       |
| Église Saint-Jean-Baptiste des Costes                   | Les Costes                 |                   | 44° 44′ 47″ nord, 6° 02′ 16″ est |       |
| Chapelle Saint-Jean-Baptiste de Truchières              | Dévoluy                    |                   | 44° 43′ 33″ nord, 5° 53′ 19″ est |       |
| Chapelle Saint-Laurent-et-Saint-André de l'Enclus       | Dévoluy                    |                   | 44° 39′ 55″ nord, 5° 56′ 46″ est |       |
| Chapelle Saint-Pierre-aux-Liens de Gier-le-Courtil      | Dévoluy                    |                   | 44° 42′ 24″ nord, 5° 55′ 22″ est |       |
| Chapelle Saint-Roch-et-Saint-Antoine des Cipières       | Dévoluy                    |                   | 44° 40′ 54″ nord, 5° 56′ 42″ est |       |
| Chapelle Sainte-Anne du Pré                             | Dévoluy                    |                   | 44° 41′ 12″ nord, 5° 56′ 52″ est |       |
| Chapelle Sainte-Brigitte du Collet                      | Dévoluy                    |                   | 44° 43′ 12″ nord, 5° 55′ 34″ est |       |
| Église de l'Assomption-de-Marie de La Fare-en-Champsaur | La Fare-en-Champsaur       |                   | 44° 39′ 57″ nord, 6° 03′ 39″ est |       |
| Notre-Dame de Bois-Vert                                 | La Fare-en-Champsaur       |                   | 44° 39′ 59″ nord, 6° 03′ 23″ est |       |
| Église Saint-André de Saint-André                       | La Faurie                  |                   | 44° 34′ 07″ nord, 5° 43′ 55″ est |       |
| Église Saint-André de La Freissinouse                   | La Freissinouse            |                   | 44° 32′ 09″ nord, 6° 00′ 36″ est |       |
| Église Saint-Grégoire-le-Thaumaturge de Furmeyer        | Furmeyer                   |                   | 44° 32′ 23″ nord, 5° 52′ 15″ est |       |
| Chapelle Saint-Jean-Baptiste de Gap                     | Gap                        |                   | 44° 31′ 40″ nord, 6° 02′ 07″ est |       |
| Chapelle Saint-Pierre de Gap                            | Gap                        |                   | 44° 32′ 52″ nord, 6° 06′ 03″ est |       |
| Église Sainte-Marguerite de Gap                         | Gap                        |                   | 44° 31′ 27″ nord, 6° 04′ 23″ est |       |
| Église Sainte-Marie-Madeleine de Gap                    | Gap                        |                   | 44° 36′ 21″ nord, 6° 04′ 53″ est |       |
| Église de la Nativité-de-Notre-Dame de Garde-Colombe    | Garde-Colombe              | Classé MH (1931)  | 44° 20′ 30″ nord, 5° 45′ 24″ est |       |
| Église Saint-Thomas-Saint-Restitut de Jarjayes          | Jarjayes                   |                   | 44° 30′ 16″ nord, 6° 06′ 40″ est |       |
| Église Saint-Marcellin d'Arzeliers                      | Laragne-Montéglin          |                   | 44° 20′ 30″ nord, 5° 48′ 46″ est |       |
| Église Saint-Pierre-aux-Clefs de Lardier                | Lardier-et-Valença         |                   | 44° 26′ 05″ nord, 5° 58′ 47″ est |       |
| Église Saint-Georges de Lazer                           | Lazer                      |                   | 44° 20′ 55″ nord, 5° 50′ 15″ est |       |
| Église Saint-Firmin de Méreuil                          | Méreuil                    |                   | 44° 23′ 12″ nord, 5° 43′ 49″ est |       |
| Église Saint-Martin de Monêtier-Allemont                | Monêtier-Allemont          |                   | 44° 23′ 09″ nord, 5° 56′ 38″ est |       |
| Chapelle Sainte-Marguerite des Sagnères                 | Le Monêtier-les-Bains      |                   | 44° 58′ 14″ nord, 6° 29′ 16″ est |       |
| Chapelle Notre-Dame-de-Rourebeau de Vaucluse            | Montjay                    |                   | 44° 22′ 27″ nord, 5° 36′ 58″ est |       |
| Église Saint-Pierre de Montmaur                         | Montmaur                   |                   | 44° 34′ 17″ nord, 5° 52′ 23″ est |       |
| Église de la Nativité-de-Notre-Dame de La Piarre        | La Piarre                  |                   | 44° 28′ 30″ nord, 5° 39′ 18″ est |       |
| Église Saint-Pierre-aux-Liens de Puy-Sanières           | Puy-Sanières               |                   | 44° 33′ 27″ nord, 6° 26′ 11″ est |       |
| Chapelle des Gourniers                                  | Réallon                    |                   | 44° 36′ 59″ nord, 6° 20′ 02″ est |       |
| Église Saint-Laurent de La Roche-de-Rame                | La Roche-de-Rame           | Classé MH (1913)  | 44° 44′ 56″ nord, 6° 34′ 50″ est |       |
| Église de l'Assomption de Rousset                       | Rousset                    |                   | 44° 28′ 38″ nord, 6° 14′ 50″ est |       |
| Église Saint-André de Saint-André-de-Rosans             | Saint-André-de-Rosans      |                   | 44° 22′ 39″ nord, 5° 30′ 48″ est |       |
| Église Saint-Gervais-et-Saint-Protais de Charbillac     | Saint-Bonnet-en-Champsaur  |                   | 44° 42′ 59″ nord, 6° 04′ 04″ est |       |
| Église Notre-Dame-de-l'Assomption de Saint-Crépin       | Saint-Crépin               | Classé MH (1931)  | 44° 42′ 41″ nord, 6° 36′ 07″ est |       |
| Chapelle Sainte-Anne des Reculas                        | Saint-Firmin               |                   | 44° 47′ 38″ nord, 6° 00′ 08″ est |       |
| Église Saint-Nicolas de Saint-Nicolas                   | Saint-Jean-Saint-Nicolas   |                   | 44° 40′ 40″ nord, 6° 14′ 20″ est |       |
| Chapelle Saint-Roch de Vaunières                        | Saint-Julien-en-Beauchêne  |                   | 44° 38′ 05″ nord, 5° 39′ 17″ est |       |
| Chapelle Saint-Hippolyte de Bouchier                    | Saint-Martin-de-Queyrières | Classé MH (1990)  | 44° 50′ 05″ nord, 6° 34′ 22″ est |       |
| Chapelle Saint-Jacques de Prelles                       | Saint-Martin-de-Queyrières | Classé MH (1990)  | 44° 51′ 13″ nord, 6° 34′ 58″ est |       |
| Chapelle Saint-Michel de Queyrières                     | Saint-Martin-de-Queyrières |                   | 44° 49′ 21″ nord, 6° 34′ 43″ est |       |
| Église Saints-Pierre-et-Paul de Saint-Pierre-d'Argençon | Saint-Pierre-d'Argençon    |                   | 44° 31′ 13″ nord, 5° 41′ 54″ est |       |
| Église de l'Annonciation de Sainte-Marie                | Sainte-Marie               |                   | 44° 27′ 58″ nord, 5° 28′ 31″ est |       |
| Église Saint-Vincent du Saix                            | Le Saix                    |                   | 44° 28′ 31″ nord, 5° 49′ 24″ est |       |
| Église Saint-André de Salérans                          | Salérans                   |                   | 44° 14′ 37″ nord, 5° 42′ 20″ est |       |
| Chapelle Notre-Dame-d'Espérance de La Salle-les-Alpes   | La Salle-les-Alpes         | Inscrit MH (2015) | 44° 56′ 39″ nord, 6° 34′ 26″ est |       |
| Église Notre-Dame de la Colle du Sauze-du-Lac           | Le Sauze-du-Lac            |                   | 44° 28′ 38″ nord, 6° 18′ 50″ est |       |
| Chapelle Sainte-Anne de Chérines                        | Savines-le-Lac             |                   | 44° 33′ 36″ nord, 6° 22′ 49″ est |       |
| Église Saint-Pierre du Plan-du-Bourg                    | Savournon                  |                   | 44° 26′ 15″ nord, 5° 47′ 38″ est |       |
| Église Saint-Arey de Serres                             | Serres                     | Inscrit MH (1972) | 44° 25′ 45″ nord, 5° 42′ 58″ est |       |
| Église Saint-Pierre-ès-Liens d'Antonaves                | Val Buëch-Méouge           |                   | 44° 15′ 57″ nord, 5° 48′ 17″ est |       |
| Église Saint-Marcellin de Saint-Marcellin               | Vars                       |                   | 44° 36′ 32″ nord, 6° 41′ 19″ est |       |
| Église Saint-Laurent de Ventavon                        | Ventavon                   | Inscrit MH (1931) | 44° 22′ 13″ nord, 5° 54′ 19″ est |       |
| Chapelle Saint-Marcellin de Saint-Marcellin             | Veynes                     |                   | 44° 31′ 47″ nord, 5° 48′ 01″ est |       |
| Chapelle Saint-Antoine des Cours                        | Villar-d'Arêne             |                   | 45° 02′ 34″ nord, 6° 20′ 38″ est |       |
| Chapelle Sainte-Brigitte des Cours                      | Villar-d'Arêne             |                   | 45° 02′ 35″ nord, 6° 20′ 53″ est |       |
| Église Sainte-Anne de Villar-Loubière                   | Villar-Loubière            |                   | 44° 49′ 33″ nord, 6° 08′ 40″ est |       |
| Chapelle Saint-Pancrace de Villar-Saint-Pancrace        | Villar-Saint-Pancrace      | Classé MH (1990)  | 44° 52′ 34″ nord, 6° 38′ 14″ est |       |